# 彩仕國際控股
彩仕國際控股有限公司，簡稱彩仕國際控股，以及彩仕國際（英語：Joyas International Holdings Limited），在1991年由劉楚彬先生創立。
現時業務在香港和中國內地經營及銷售金属礼品、首飾等。現時總部位於香港九龍長沙灣。而股份在2008年3月13日於新加坡交易所主板上市。招股價為0.29坡元，發售股份為28,800,000股，集資額為8,400,000坡元。

## 連結
- Joyas.com.hk （页面存档备份，存于）